# Dyrzela trichoptera
Dyrzela trichoptera là một loài bướm đêm trong họ Noctuidae.